# Irene Flunser Pimentel
Irene Flunser Pimentel (* 2. Mai 1950 in Lissabon) ist eine portugiesische Historikerin und Autorin. Sie ist vor allem für ihre zahlreichen Arbeiten zu Themen wie der portugiesischen Estado-Novo-Diktatur und ihrer Geheimpolizei PIDE, oder auch zum Holocaust und den geflüchteten Juden in Portugal im Zweiten Weltkrieg bekannt. Daneben ist sie gelegentliche Kolumnistin und Kommentatorin der Tageszeitung Público.
In Deutschland erschien bislang (Stand August 2024) erst ein Werk von ihr, das zusammen mit der deutschen Soziologin Christa Heinrich geschriebene Zuflucht am Rande Europas (Verlag Hentrich & Hentrich, 2022), in dem sie Portugal als bedeutendste letzte Hoffnung für zehntausende Flüchtlinge im Zweiten Weltkrieg, darunter zahlreiche Prominente, beleuchten.

## Leben und Wirken
Pimentel wuchs als Tochter einer schweizerischen protestantischen Mutter und eines portugiesischen katholischen Vaters, Sohn eines portugiesischen Pharmaproduzenten, in einer wohlhabenden und gebildeten Familie in Lissabon auf und besuchte das dortige Lycée français, das französische Gymnasium in Lissabon. Ihre Eltern lernten sich in Zürich kennen, wo ihr Vater ein postgraduales Studium absolvierte, und sie heirateten 1949. Über ihre Eltern lernte sie dann auch Familien kennen, die im Zweiten Weltkrieg vor Nazideutschland nach Portugal geflohen waren, darunter eine Deutsche, die mit einem portugiesischen Arzt verheiratet war, einem Kommunisten. Pimentel war mit den Kindern des Paars befreundet und wurde geprägt durch die Verhaftung deren Vaters durch die Geheimpolizei PIDE. Sie schämte sich, weil ihr eigener Vater privilegierter Kapitalist war und nicht in Gefahr, verhaftet zu werden, gleichwohl ihr Telefon abgehört wurde auf Grund eines Teils ihres Freundeskreises. Daraufhin wandte sie sich zunehmend kommunistischen Idealen zu, zusätzlich bestärkt durch die am französischen Gymnasium gelesenen Autoren wie Sartre und Simone de Beauvoir und dem dort herrschenden Freiheitsgeist, der im Widerspruch zum allgemeinen gesellschaftlichen Klima unter der portugiesischen Diktatur stand. Mit 18 Jahren ging sie nach Paris und studierte danach Literatur in der Schweiz. Dort umgab sie sich mit Hippies und Anarchisten, zusätzlich politisiert durch die Ereignisse des Mai 1968 in Frankreich. Sie verbrachte ein weiteres Jahr in Paris, wo sie sich in ihrem politischen Eifer als portugiesische Arbeiterin ausgab, in prekären Verhältnissen lebte und ihre tatsächliche Biografie verschwieg. Ihre zunehmenden inneren Widersprüche veranlassten sie, zurück zu ihrer Familie nach Lissabon zu gehen, wo sie nun jedoch in ideologisch motiviertem Konflikt mit ihrem Vater lebte. Erst nach der Nelkenrevolution am 25. April 1974 und der einsetzenden Abkühlung der ersten Euphorie und der zunehmenden Ernüchterung normalisierte sich ihr Verhältnis zum Vater.
Sie verließ 1978 ihre maoistische Gruppe, ohne sich an radikalen oder gar gewalttätigen Aktionen beteiligt zu haben, zunehmend desillusioniert und in der Erkenntnis, keine Freunde mehr außerhalb ihrer Gruppe zu haben, mit der Schauspielerin Céu Guerra als einziger Ausnahme. Sie studierte fortan Geschichte an der Universität Lissabon. Nach dem Abschluss 1984 promovierte sie 1993–1997 an der Universidade Nova de Lisboa (UNL) in Institutionsgeschichte und Zeitpolitik, mit einer Dissertation über die Frauenorganisationen Obra das Mães pela Educação Nacional und Mocidade Portuguesa Feminina der portugiesischen Diktatur, und erhielt 2007 ihren Ph.D. mit Auszeichnung, für ihre Arbeit über die portugiesische Geheimpolizei PIDE/DGS. Seither ist sie Forscherin an der UNL, wo sie zu Themen wie die politische Polizei Portugals, die portugiesische Diktatur, Rolle der Frauen, Juden in Portugal, Spionage, Portugal im Zweiten Weltkrieg und den Holocaust arbeitet. Sie veröffentlichte seither zahlreiche Bücher und wissenschaftliche Publikationen, kooperierte bei Dokumentationen für Film und Fernsehen, und wirkte an Forschungsprojekten und Konferenzen mit. Unter anderem war sie 2012 Mitorganisatorin der internationalen Konferenz Portugal and the Holocaust (zum Thema Portugal und der Holocaust) der Gulbenkian-Stiftung, in Zusammenarbeit mit der Luso-American Foundation (FLAD) und der Botschaft der Vereinigten Staaten in Lissabon. Sie erhielt zahlreiche Auszeichnungen für ihre Arbeit, darunter 2007 den Prémio Pessoa und 2015 den Ritterorden der französischen Ehrenlegion.
Neben Sachbüchern und Fachpublikationen zu historischen Themen veröffentlichte sie gelegentlich auch zu Musikern und Künstlern, insbesondere ihre Bücher zum Musiker José Afonso und zum Maler Júlio Pomar sind hier zu nennen.
Irene Flunser Pimentel lebt kinderlos und unverheiratet in Lissabon mit ihren zwei Katzen.

## Auszeichnungen
- 1999: Prémio Carolina Michaelis (für História das Organizações Femininas do Estado Novo)
- 2007: Prémio Pessoa
- 2007: Prémio Adérito Sedas Nunes (für Judeus em Portugal durante a Segunda Guerra Mundial. Em Fuga de Hitler e do Holocausto)
- 2009: Prémio Seeds of Science (der Wissenschaftszeitung Ciência Hoje, Kategorie Ciências Sociais e Humanas, dt.: Human- und Sozialwissenschaften)
- 2008: Prémio Especial Máxima (für A História da PIDE)
- 2011: Prémio Ensaio Máxima
- 2012: Prémio Ensaio Máxima (für A cada um o seu lugar) (2011), Prémio Ensaio 2012 da Máxima
- 2015: Ritterorden der französischen Ehrenlegion (Chevalière de la Légion d´Honneur)
- 2021: Prémio Fundação Calouste Gulbenkian (Kategorie «História da Europa», für Holocausto)

## Bibliografie (Auswahl)
- 2000: História das Organizações Femininas do Estado Novo
- 2006: Judeus em Portugal durante a Segunda Guerra Mundial. Em Fuga de Hitler e do Holocausto, Esfera dos Livros
- 2007: A História da PIDE
- 2007: Mocidade Portuguesa Feminina, Esfera dos Livros
- 2007: Vítimas de Salazar. Estado Novo e Violência Política (mit João Madeira und Luís Farinha), Esfera dos Livros
- 2008: Biografia de um Inspector da PIDE, Esfera dos Livros
- 2009: Tribunais Políticos. Tribunais Militares Especiais e Tribunais Plenários durante a Ditadura e o Estado Novo (mit Fernando Rosas, João Madeira, Luís Farinha und Maria Inácia Rezola)
- 2009: Fotobiografia de José Afonso (Texte), Temas & Debates (Teil der Buchreihe Fotobiografias Século XX)
- 2010: Cardeal Cerejeira. O Príncipe da Igreja, Esfera dos Livros
- 2011: A cada um o seu lugar
- 2013: Salazar, Portugal e o Holocausto (mit Cláudia Ninhos), Temas & Debates
- 2013: Espiões em Portugal durante a Segunda Guerra Mundial, Esfera dos Livros
- 2014: Democracia e Ditadura – Memória e Justiça Política (mit Maria Inácia Rezola), Tinta da China
- 2014: História da Oposição à Ditadura 1926-1974, Figueirinhas
- 2015: Mulheres Portuguesas (mit Helena Pereira de Melo), Clube de Autores
- 2016: O Comboio do Luxemburgo, Esfera dos Livros
- 2017: O Caso da PIDE/DGS, Temas & Debates
- 2017: Júlio Pomar - O Pintor no Tempo, Documenta
- 2019: Os Cinco Pilares de PIDE, Esfera dos Livros
- 2020: Holocausto, Temas & Debates/Círculo de Leitores
- 2022: Informadores da PIDE – Uma Tragédia Portuguesa, Temas & Debates
- 2022: Zuflucht am Rande Europas (mit Christa Heinrich, Übersetzungen: Sarita Brandt und Renate Heß), Verlag Hentrich & Hentrich
- 2024: O Essencial sobre a PIDE, INCM – Imprensa Nacional Casa da Moeda
- 2024: Do 25 de Abril de 1974 ao 25 de Novembro de 1975 - Episódios menos Conhecidos, Temas & Debates